# L'anno del dragone
L'anno del dragone (Year of the Dragon) è un film del 1985 diretto da Michael Cimino e interpretato da Mickey Rourke, John Lone e Ariane Koizumi. È ispirato all'omonimo romanzo di Robert Daley, adattato dal regista con Oliver Stone.
Il film, prodotto da Dino De Laurentiis, segna il ritorno al cinema di Cimino, a cinque anni dal clamoroso fiasco de I cancelli del cielo che fece fallire la United Artists, ed è un'esplorazione delle bande di strada, dello spaccio di droga illegale, del razzismo e degli stereotipi.

## Trama
New York: la minaccia criminale della Triade prospera nella città, e in particolare nel distretto di Chinatown e dintorni, base di tutti i traffici e le operazioni illegali. Il nuovo padrino Joey Tai decide che è tempo di condurre una battaglia per gli interessi sul nuovo mercato della droga con un cambio radicale di leadership, che lo vede imporsi sopra gli anziani delle famiglie.
Inizierà così una violenta guerra tra bande che lascerà una scia di morti e di distruzione. Tutto questo continua fino a quando non arriva il capitano Stanley White a prendere il comando della situazione nel quartiere. Alleato con una bella reporter, il capitano White ingaggerà una battaglia del tutto personale e senza esclusione di colpi contro il boss della mala Joey Tai e la Triade.

## Cast
- Mickey Rourke: Stanley White, un pluridecorato capitano di polizia di origine polacca, reduce dalla guerra del Vietnam (motivo per il quale è particolarmente razzista verso gli asiatici), che viene assegnato al quartiere di Chinatown a New York, dove intende gestire con vigore e determinazione l'esplosivo clima di rivalità tra le famiglie cinesi. Determinato, ruvido e aggressivo, non si fa scrupoli ad usare ogni mezzo a sua disposizione per far rispettare la legge ed arrivare ai suoi scopi. Nonostante tutto, è una persona buona e integra, ma conduce una vita particolarmente sregolata e autodistruttiva, in quanto sposato da anni con la moglie Connie, con cui è in perenne conflitto, e spesso discute con molti membri del dipartimento per via del suo comportamento fuori dalle righe.
- John Lone: Joey Tai, un giovane malavitoso appena nominato come boss dei boss nella Triade cinese, che scatena una dura guerra fra la mafia di Chinatown e la polizia.

## Riconoscimenti
- Golden Globe
  - Nomination: Miglior colonna sonora originale - David Mansfield
  - Nomination: Miglior attore non protagonista - John Lone

- Premio César
  - Nomination: Miglior film straniero - Michael Cimino

- Premio Joseph Plateau
  - Vincitore: Miglior film

- Premio Saint Jodi
  - Nomination: Miglior film straniero - Michael Cimino

- Razzie Awards
  - Nomination: Peggior attrice - Ariane Koizumi
  - Nomination: Peggior regista - Michael Cimino
  - Nomination: Peggior nuova star - Ariane Koizumi
  - Nomination: Peggior film - Dino De Laurentiis
  - Nomination: Peggior sceneggiatura - Michael Cimino, Oliver Stone